# Jacques Georges
Jacques Georges (Saint-Maurice-sur-Moselle, 1916. május 30. – Saint-Maurice-sur-Moselle, 2004. február 25.) francia sportvezető volt, a Francia labdarúgó-szövetség és az Európai Labdarúgó-szövetség egykori elnöke.

## Sportvezetői pályája
Jacques Georges a párizsi HEC egyetemen szerzett diplomát. Sportmenedzseri karrierjét az FC Nancy csapatánál kezdte, majd egy területi (Lorraine) liga elnöke volt 1959 és 1972 között.
1969-ben megválasztották a Francia Labdarúgó-szövetség elnökévé, 1972-ig posztján maradt.
Az UEFA Végrehajtó Bizottság tagja volt 1972 és 1976 között, majd alelnökként szolgált 1983-ig, akkor Artemio Franchi halálát követően átvette az elnöki széket, pozíciójában két alkalommal is megerősítették. Elnöksége alatt történt a Heysel-tragédia, amikor az 1984-85-ös BEK döntő előtt 39 szurkoló életét vesztette. Az UEFA akkor az angol klubokat meghatározatlan időtartamra eltiltotta az európai kupaindulástól, amelyet 1990-ben feloldottak.
1990-ben az UEFA tiszteletbeli elnöke lett, és átadta helyét a svéd Lennart Johanssonnak.
1993 novembere és 1994 februárja között ismét Francia Labdarúgó-szövetség elnöke lett, jelentős szerepet játszott abban, hogy Franciaország elnyerte az 1998-as labdarúgó világbajnokság rendezési jogát.
1983 és 1994 között a FIFA alelnöki posztját is betöltötte, és a Pénzügyi Bizottság, illetve a Technikai Bizottság elnöki székében is ült.
2004 februárjában, 87 évesen hunyt el.